# Дипломатия заложников
«Дипломатия заложников» (англ. Hostage-Diplomacy, также «Дипломатия обмена заложниками») — захват заложников в дипломатических целях.

## Предыстория
Обычай брать заложников был неотъемлемой частью международных отношений в древнем мире.  Политические или военные власти на законных основаниях соглашались передать одного или обычно нескольких заложников  другой стороне в качестве гарантии добросовестного соблюдения обязательств. Обмен заложниками в качестве взаимной гарантии  практиковался при заключении мира или перемирие.
В древнем Китае, в период Восточной Чжоу, вассальные государства обменивались заложниками, чтобы обеспечить взаимное доверие. Такой заложник-аманат был известен как «чжицзы »(質子, zhìzǐ, «сын-заложник»), обычно он был принцем правящего дома. Во времена династии Хань взятие в одностороннем порядке заложников, состоящих из чжицзы, было стандартной практикой для централизованной монархии, чтобы контролировать более мелкие государства «и» (варваров).
Римляне также имели обыкновение брать сыновей князей-данников и обучать их в Риме, тем самым обеспечивая  лояльность покоренной нации. Эта практика была также принята в ранний период британской оккупации Индии и Францией в отношениях с арабскими странами в Северной Африке.
В наше время дипломатия заложников — это захват заложников в дипломатических целях.  Реализуется путем ареста иностранцев по сфабрикованным обвинениям.  Заложники затем удерживаются в качестве разменной монеты на переговорах.

## Современные примеры

### Иран
Одним из наиболее известных примеров является дипломатический кризис в американо-иранских отношениях в 1979—1981 годах. Именно с ним и связано возникновение термина «Дипломатия обмена заложниками» (Hostage-Diplomacy), введённого в 1981 году ливанским политическим деятелем и дипломатом Нассифом Хитти (ناصيف يوسف حتي ) для характеристики действий иранского режима.

### Россия
Россию обвиняют[кто?] в захвате в качестве заложников граждан США: ветерана морской пехоты
Пола Уилана
 и олимпийской чемпионки по баскетболу Бриттни Грайнер.